# Stephen Milne (mathématicien)
Stephen Carl Milne est un mathématicien américain qui travaille dans les domaines de l'analyse, de la théorie analytique des nombres et de la combinatoire.

## Biographie
Milne obtient un baccalauréat de l'Université d'État de San Diego en 1972 et un doctorat de l'Université de Californie à San Diego (UCSD) en 1976. Sa thèse, Peano curves and smoothness of functions (Courbes de Peano et régularité des fonctions), est rédigée sous la direction d'Adriano Garsia. De 1976 à 1978, il est instructeur Gibbs à l'Université Yale. Milne enseigne à l'Université A&M du Texas, à l'UCSD, à l'Université du Kentucky et à l'Université d'État de l'Ohio, où il devient en 1982 professeur associé et en 1985 professeur titulaire.
Milne travaille sur la combinatoire algébrique, l'analyse classique, les fonctions spéciales, la théorie analytique des nombres et les algèbres de Lie (généralisations des identités de Macdonald).
De 1981 à 1983, il est Sloan Fellow. En 2007, il est co-récipiendaire avec Heiko Harborth de la médaille Euler. En 2012, Milne est élu membre de l'American Mathematical Society.

## Publications
- Milne, « A q-analog of restricted growth functions, Dobinski's equality, and Charlier polynomials », Trans. Amer. Math. Soc., vol. 245,‎ 1978, p. 89–118 (DOI 10.1090/s0002-9947-1978-0511401-8, MR 511401)
- with Glenn Lilly: Milne et Lilly, « The Aℓ and Cℓ Bailey transform and lemma », Bull. Amer. Math. Soc. (N.S.), vol. 26,‎ 1992, p. 258–263 (DOI 10.1090/s0273-0979-1992-00268-9, MR 1118702, arXiv math/9204236, S2CID 119144316)"The Aℓ and Cℓ Bailey transform and lemma". Bull. Amer. Math. Soc. (N.S.). 26: 258–263. arXiv :math/9204236. DOI 10.1090/s0273-0979-1992-00268-9, lien Math Reviews. S2CID 119144316.
- Milne, « New infinite families of exact sums of squares formulas, Jacobi elliptic functions, and Ramanujan's tau function », Proc Natl Acad Sci U S A, vol. 93, no 26,‎ 1996, p. 15004–15008 (PMID 11038532, PMCID 26345, DOI 10.1073/pnas.93.26.15004, Bibcode 1996PNAS...9315004M, arXiv math/0008068)
- Infinite families of exact sums of squares formulas, Jacobi elliptic functions, continued fractions, and Schur functions, Kluwer Academic Publishers, 2002 (ISBN 9781402004919, lire en ligne)